# Давид Хуцишвілі
Давид Хуцишвілі  (груз. დავით ხუციშვილი, 19 жовтня 1990, Сагареджо, Кахетія, Грузинська РСР, СРСР) — грузинський борець вільного стилю, призер чемпіонатів Європи та світу.

## Життєпис
Боротьбою почав займатися з 2000 року. Тренери — Алеко Кахніашвілі, Рамаз Асабашвілі.
На літніх Олімпійських іграх 2012 року в Лондоні посів 6 місце, перемігши послідовно монгольського борця Пурев'явіна Онорбата і Аугусто Мідану з Гвінеї-Бісау та поступившись в 1/4 фіналу російському атлету Денису Царгушу.

## Спортивні результати на міжнародних змаганнях

### Виступи на Олімпіадах
| Змагання                    | Збірна | Вагова категорія          | Місце |
| --------------------------- | ------ | ------------------------- | ----- |
| Літні Олімпійські ігри 2012 | Грузія | вільна боротьба, до 74 кг | 6     |

### Виступи на Чемпіонатах світу
| Змагання                        | Збірна | Вагова категорія          | Місце  |
| ------------------------------- | ------ | ------------------------- | ------ |
| Чемпіонат світу з боротьби 2011 | Грузія | вільна боротьба, до 74 кг | Бронза |

### Виступи на Чемпіонатах Європи
| Змагання                         | Збірна | Вагова категорія          | Місце  |
| -------------------------------- | ------ | ------------------------- | ------ |
| Чемпіонат Європи з боротьби 2011 | Грузія | вільна боротьба, до 74 кг | Бронза |
| Чемпіонат Європи з боротьби 2012 | Грузія | вільна боротьба, до 74 кг | Срібло |
| Чемпіонат Європи з боротьби 2013 | Грузія | вільна боротьба, до 74 кг | 7      |

### Виступи на Кубках світу
| Змагання                    | Збірна | Вагова категорія          | Місце |
| --------------------------- | ------ | ------------------------- | ----- |
| Кубок світу з боротьби 2012 | Грузія | вільна боротьба, до 74 кг | 7     |
| Кубок світу з боротьби 2018 | Грузія | команда                   | 5     |

### Виступи на інших змаганнях
| Змагання                                     | Збірна | Вагова категорія          | Місце  |
| -------------------------------------------- | ------ | ------------------------- | ------ |
| Золотий Гран-прі з боротьби 2011 (Баку)      | Грузія | вільна боротьба, до 74 кг | Золото |
| Вогні Москви 2011                            | Грузія | вільна боротьба, до 84 кг | 5      |
| Київський Міжнародний турнір з боротьби 2012 | Грузія | вільна боротьба, до 74 кг | Бронза |
| Henri Deglane Challenge 2013                 | Грузія | вільна боротьба, до 84 кг |        |
| Турнір Дана Колова — Николи Петрова 2017     | Грузія | вільна боротьба, до 86 кг | 10     |
| Меморіал Вацлава Циолковського 2017          | Грузія | вільна боротьба, до 86 кг | Бронза |

### Виступи на змаганнях молодших вікових груп
| Змагання                                       | Збірна | Вагова категорія          | Місце  |
| ---------------------------------------------- | ------ | ------------------------- | ------ |
| Чемпіонат Європи з боротьби серед кадетів 2006 | Грузія | вільна боротьба, до 50 кг | 12     |
| Чемпіонат Європи з боротьби серед кадетів 2007 | Грузія | вільна боротьба, до 58 кг | Срібло |
| Чемпіонат Європи з боротьби серед юніорів 2009 | Грузія | вільна боротьба, до 74 кг | Бронза |
| Чемпіонат світу з боротьби серед юніорів 2009  | Грузія | вільна боротьба, до 74 кг | 16     |
| Чемпіонат Європи з боротьби серед юніорів 2010 | Грузія | вільна боротьба, до 74 кг | Золото |
| Чемпіонат світу з боротьби серед юніорів 2010  | Грузія | вільна боротьба, до 74 кг | Золото |